# Potamonautes dybowskii
Potamonautes dybowskii is een krabbensoort uit de familie van de Potamonautidae. De wetenschappelijke naam van de soort is voor het eerst geldig gepubliceerd in 1905 door Rathbun.